# Chrysobothris pseudotsugae
Chrysobothris pseudotsugae es una especie de escarabajo del género Chrysobothris, familia Buprestidae. Fue descrita científicamente por Van Dyke en 1916.
Se encuentra en Canadá (Columbia Británica) y los Estados Unidos (California, Nevada, Oregón y Washington).